# 南美棘鰻鯰
南美棘鰻鯰，為輻鰭魚綱鯰形目蝌蚪鯰科的其中一種，為熱帶淡水魚類，分布於南美洲奧里諾科河流域，體長可達3.2公分，棲息在底層水域，生活習性不明。